# Notre Dame (Mauritius)
Koordinaten: 20° 8′ S, 57° 34′ O
Notre Dame ist eine Ortschaft („Village“) im Norden von Mauritius. Sie ist Teil des Distrikts Pamplemousses und gehört administrativ zur Village Council Area (VCA) Notre Dame. Bei der Volkszählung 2011 hatte der Ort 4.216 Einwohner.
Der Name Notre Dame ist aus der Pfarrei Notre Dame de la Délivrande abgeleitet. Die Pfarrkirche Notre-Dame-de-la-Délivrande in Notre Dame wurde 1864 geweiht. Zur Pfarrei gehören noch die Kapelle Chapelle Sainte Thérèse in Long Mountain und die Kapelle Chapelle Saint Victor in Industrie. Die Kirche mit dem auffälligen sechseckigen Kirchturm ist der Nachfolgebau einer Kapelle aus dem Jahr 1848.